# Posicionamento por Ponto Preciso
O Precise Point Positioning (PPP) é um método avançado de posicionamento global que utiliza sinais de satélites GNSS (Sistemas Globais de Navegação por Satélite) e correções precisas para determinar localizações com alta exatidão. Ele funciona através da recepção de sinais de múltiplos satélites GNSS, como GPS, GLONASS ou Galileo, e da aplicação de correções precisas de órbita e relógio dos satélites, fornecidas por centros de controle e estações terrestres. 
Essas estações terrestres são fundamentais para o PPP, pois elas monitoram continuamente os sinais dos satélites e registram desvios ou erros no funcionamento dos mesmos, como variações no relógio ou na posição orbital. Esses dados são processados por redes globais de controle, que geram modelos de correção de alta precisão. Esses modelos são enviados aos usuários por meio de diversas plataformas, como internet, redes 5G ou até transmissões diretas via satélite.
Ao usar PPP, o receptor GNSS no campo aplica essas correções aos sinais recebidos, juntamente com algoritmos avançados que reduzem os efeitos de erros atmosféricos (como os causados pela ionosfera e troposfera). Diferente de métodos diferenciais, como RTK (Real-Time Kinematic), o PPP não depende de uma estação base próxima, mas exige mais tempo de convergência para alcançar a precisão de centímetros.
Na prática, o PPP é amplamente usado em setores que requerem precisão absoluta, como agricultura de precisão, mapeamento geodésico e navegação marítima. Seu uso elimina a necessidade de investir em redes locais de estações base, reduzindo custos operacionais ao aproveitar uma infraestrutura global de monitoramento e correção. Essa abordagem permite obter resultados confiáveis e consistentes em qualquer lugar do mundo, sem depender de proximidade geográfica com estações base

## References
- "Precise Point Positioning and Its Challenges, Aided-GNSS and Signal Tracking" Inside GNSS